# Vương triều thứ Mười Tám của Ai Cập
Vương thứ Mười Tám của Ai Cập cổ đại hay Vương triều thứ 18 (bắt đầu năm 1543 TCN - kết thúc 1292 TCN) là một vương triều pharaon nổi tiếng của Ai Cập cổ đại, với sự đạt đỉnh cao nhất về sức mạnh và lãnh thổ của nó. Vương triều thứ 18 có một số vị pharaon nổi tiếng, trong đó bao gồm vị Pharaon trẻ tuổi Tutankhamun – ngôi mộ của ông đã được tìm thấy bởi nhà khảo cổ học người Anh Howard Carter vào năm 1922, và các Pharaon khác như Akhenaton và Nữ hoàng Hatshepsut. Vương triều này cũng được biết đến với tên Vương triều Thutmosid nổi tiếng trong khoảng thời gian cai trị của bốn vị pharaon đầu tiên là các vua thuộc hoàng tộc của Thutmosis I.
Vị Nữ hoàng nổi tiếng nhất của Vương triều thứ 18 là Hatshepsut (1479 TCN–1458 TCN), người ta cho rằng bà là một nữ pharaon người bản địa của Ai Cập, thuộc dòng họ của Akhenaten (1353-1336 TCN) và được cho là người đã kế vị Pharaon Nefertiti.
Vương triều thứ 18 là vương triều đầu tiên của Thời kỳ Tân Vương quốc, là khoảng thời gian mà nền văn minh của Ai Cập cổ đại đã đạt đến đỉnh cao nhất.

## Xác định niên đại
Xác định niên đại bằng cacbon-14 cho thấy Vương triều thứ 18 đã có thể đã bắt đầu một vài năm trước so với năm được thường ghi nhận là 1550 trước Công nguyên. Phương pháp xác định niên đại cho thấy thời gian bắt đầu vương triều là vào khoảng 1570-1544 trước Công nguyên, và trung bình là khoảng năm 1557 trước công nguyên.

## Các Pharaon của Vương triều 18
Các pharaon của Vương triều 18 cai trị trong khoảng 250 năm (từ 1550-1298 TCN). Thời gian trị vì và tên các pharaon trong bảng được lấy từ các nghiên cứu của Dodson và Hilton. Nhiều vị trong số các pharaon này được chôn cất trong Thung lũng các vị Vua tại các ngôi mộ xác định bởi tên "KVxx". Nhiều thông tin, tài liệu cổ mới có ghi chép về niên đại, tên tuổi các pharaon được tìm thấy trong thung lũng và nhờ đó sơ đồ phả hệ cuối cùng đã được sắp xếp và tạo ra. Một số cuộc hôn nhân diễn ra với các quốc gia bên ngoài đã được biết đến ở thời kỳ Tân Vương quốc. Những công chúa của các vua nước ngoài thường được nhắc đến trong nhiều văn bản bằng chữ hình nêm. Các cuộc hôn nhân ấy đã cho thấy rằng vào thời kỳ này đã có một mối quan hệ ngoại giao tốt đẹp giữa các vương triều Ai Cập với các nước láng giềng.
| Pharaon                  | Tên Ngai                  | Thời gian trị vì (TCN) | Lăng mộ                         | Chồng/Vợ |
| ------------------------ | ------------------------- | ---------------------- | ------------------------------- | --- |
| Ahmose I                 | Nebpehtire                | 1549–1524              | Almose I                        | - Ahmose-Nefertari - Ahmose-Henuttamehu - Ahmose-Sitkamose |
| Amenhotep I              | Djeserkare                | 1524–1503              | KV39 hoặc ngôi mộ ANB           | - Ahmose-Meritamon |
| Thutmose I               | Akheperkare               | 1503–1493              | KV20, KV38                      | - Ahmose - Mutnofret |
| Thutmose II              | Akheperenre               | 1493–1479              | KV42                            | - Hatshepsut - Iset |
| Hatshepsut               | Maatkare                  | 1479–1458              | KV20                            | - Thutmose II |
| Thutmose III             | Menkheper(en)re           | 1479–1425              | KV34                            | - Satiah - Hatshepsut-Merytre - Nebtu Menhet - Menwi - Merti |
| Amenhotep II             | Akheperure                | 1425–1398              | KV35                            | - Ti'a |
| Thutmose IV              | Menkheperure              | 1398–1388              | KV43                            | - Nefertari - Laret Mutemwiya Con gái Artatama của Mitanni |
| Amenhotep III            | Nebmaatre                 | 1388–1350              | KV22                            | - Tiye - Gilukhipa của Mitanni - Tadukhipa của Mitanni - Sitamun - Iset - Con gái của Kurigalzu I của Babylon - Con gái của Kadashman-Enlil của Babylon. - Con gái của Tarhundaradu của Arzawa - Con gái của Ammia |
| Amenhotep IV / Akhenaten | Neferkepherure-Waenre     | 1351–1334              | Ngôi mộ hoàng gia của Akhenaten | - Nefertiti - Kiya Tadukhipa của Mitanni - Con gái của Šatiya, người cai trị của Enišasi - Meritaten? - Meketaten? - Ankhesenamun - Con gái của Burna-Buriash II - Vua của Babylon                                 |
| Smenkhkare               | Ankhkheperure             | 1335–1334              | Meritaten                       | ? |
| Neferneferuaten          | Ankhkheperure             | 1334–1332              | Akhenaten? Smenkhkare?          | ? |
| Tutankhamun              | Nebkheperure              | 1332–1323              | KV62                            | - Ankhesenamun |
| Ay                       | Kheperkheperure           | 1323–1319              | KV23                            | - Ankhesenamun - Tey |
| Horemheb                 | Djeserkheperure-Setepenre | 1319–1292              | KV57                            | - Mutnedjmet - Amenia |

### vương triều XVIII Sớm

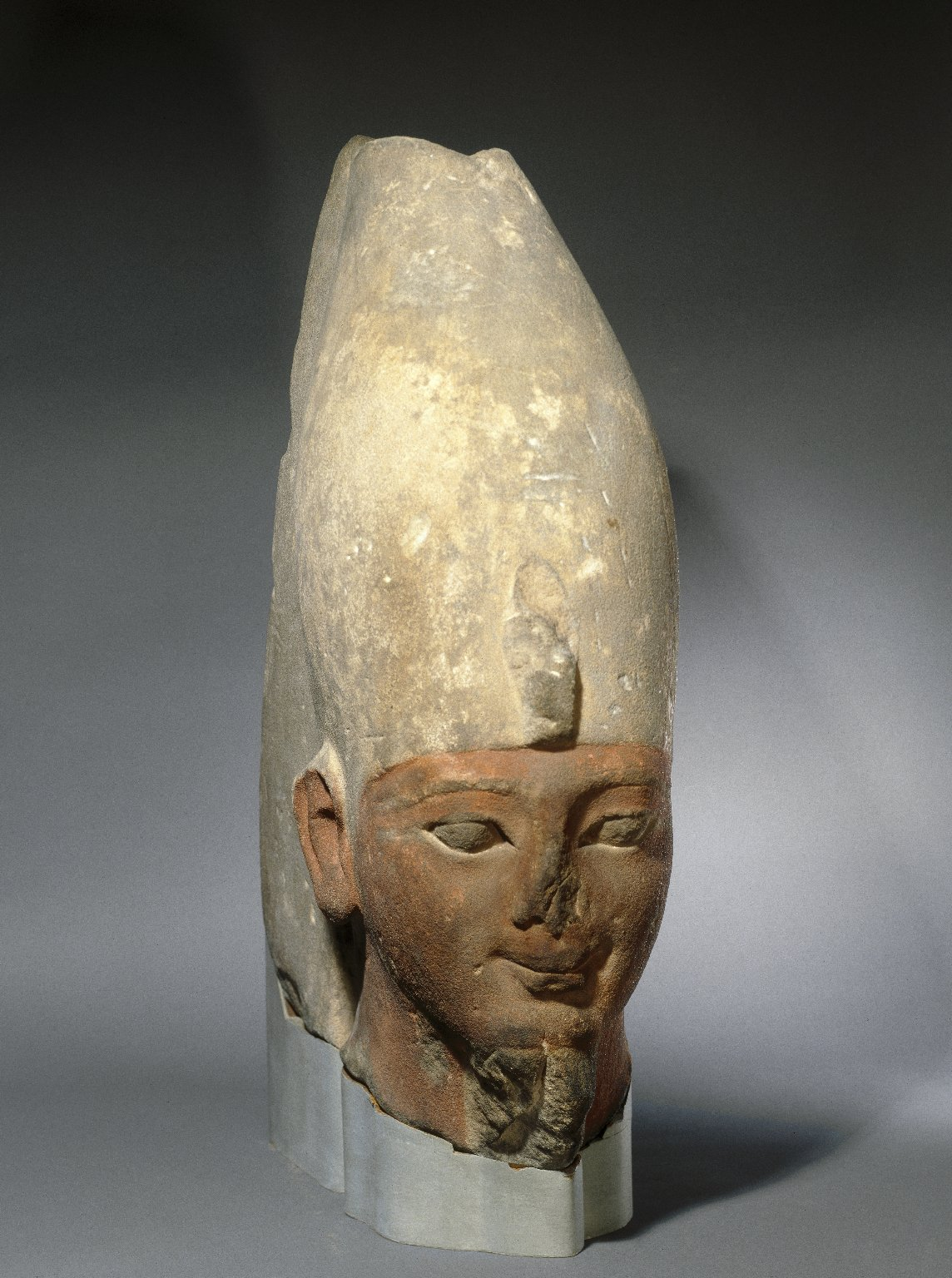
Tượng đầu của một người thuộc Vương triều thứ Mười tám, vương triều Vua từ 1539-1493 TCN,37.38 E, Bảo tàng Brooklyn

vương triều 18 đã được sáng lập bởi Ahmose I, anh trai hay con trai của Kamose, người cai trị cuối cùng của vương triều XVII. Ahmose hoàn thành chiến dịch để trục xuất những người Hyksos đang cai trị. vương triều của ngài được xem như là sự kết thúc của Giai đoạn Trung Gian thứ Hai và sự bắt đầu của thời kỳ Tân Vương quốc. Ahmose được kế thừa bởi con trai của ông Amenhotep I, vương triều này tương đối yên lặng.
Amenhotep I có lẽ không có con trai để trở thành người thừa kế và tiếp theo sau ông là pharaon Thutmosis I, dường như có liên quan đến gia đình hoàng gia qua hôn nhân. Trong suốt vương triều của mình, biên giới của Ai Cập đạt độ lớn nhất, họ mở rộng mở rộng lãnh thổ của mình về phía bắc Carchemish, trên sông Euphrates và Kurgus ở phía nam. Quyền lực của Thutmosis I tương đương với Thutmosis II và nữ hoàng của mình là Hatshepsut. Bà là con gái của Thutmosis I và ngay sau cái chết của chồng, bà đã cai trị hơn hai mươi năm sau khi pharaon mất, bà là một trong những người con thuộc dân tộc thiểu số, người mà sau này sẽ trở thành như là một nữ pharaon.
Thutmosis III sau này trở thành người được gọi là vị pharaon vĩ đại nhất lịch sử, cũng đã cai trị trong một thời gian dài trong Vương triều sau khi pharaon Thutmosis II mất. Amenhotep II đã bằng với Thutmosis IV, theo sau là con trai của ông Amenhotep III. vương triều của Amenhotep III được xem như là một điểm cao trong vương triều này. Amenhotep III đã thực hiện rất nhiều các công trình xây dựng mới với quy mô lớn, đạt mức độ mà chỉ có thể so sánh được với những người trong thời đại của Ramesses II.

### Akhenaten, thời đại Amarna, và Tutankhamun
Amenhotep III có thể đã nhường ngai vàng trước 12 năm cho con trai mình Amenhotep IV, người đã thay đổi tên của mình thành Akhenaten. Có nhiều cuộc tranh luận về đề nghị đổi tên này.
Trong năm thứ năm của vương triều, Amenhotep IV thay đổi tên của mình là Akhenaten và di chuyển thủ đô đến Amarna. Trong suốt vương triều của Akhenaten, Aten - sundisk - lần đầu tiên trở thành vị thần nổi bật nhất, và cuối cùng Aten được coi là chúa. Việc này nổi lên thực sự là độc thần để tiếp tục là chủ đề của các cuộc tranh luận trong cộng đồng khoa học. Một số người cho rằng Akhenaten tạo ra một vị thần trong khi những người khác cho rằng ông bị sự chi phối năng lượng mặt trời và giáo phái, bởi khẳng định của người khác, trong khi ông không bao giờ hoàn toàn bị bỏ rơi một số truyền thống khác của các vị thần.
Sau thời Ai Cập gọi là Amarna, thời gian của người là không may sai. Các sự kiện sau cái chết của Akhenaten vẫn chưa rõ ràng. Một vài cá nhân tên là Smenkhare và Neferneferuaten đã được biết, các nhà khảo cổ chỉ biết nhưng vị trí và vai trò trong lịch sử của 2 người vẫn còn nhiều tranh cãi. Tutankhamun là pharaon cuối cùng đã lên ngôi và chết khi còn rất trẻ.

### Ay và Horemheb

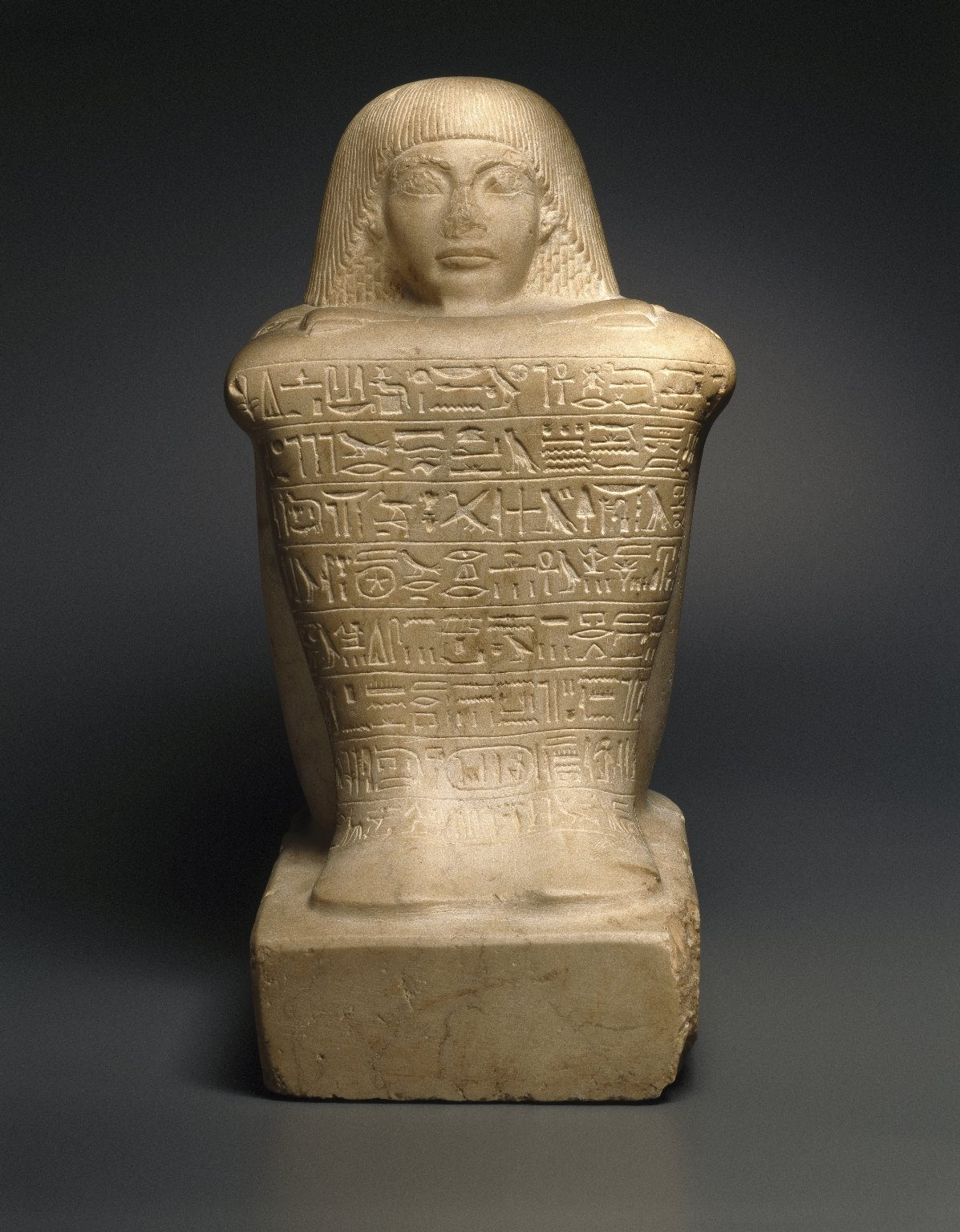
Khối tượng của Ay, từ 1336-1327 TCN E. 66.174.1, Bảo Tàng Brooklyn

Hai thành viên cuối cùng của Vương triều thứ Mười Tám là Ay và Horemheb, họ đã cai trị và trở thành vua từ một chức quan trong triều đình. Ay có thể đã kết hôn với một góa phụ của Tutankhamun nhưng bà ấy không sống được lâu sau đó. Ay trị vì trong thời gian khá ngắn. Người kế thừa sau ông là Horemheb, một vị tướng trong suốt vương triều của vua Tutankhamun, khi Ay không có con để dự định như là người kế nhiệm của mình. Horemheb có thể cướp ngai vàng từ Ay trong một cuộc đảo chính. Horemheb đã qua đời khi ông không có một người con nào và bổ nhiệm người thừa kế ông là Ramesses I. Ông đã lên ngôi vào năm 1292 trước công nguyên, và là vị pharaon đầu tiên của Vương triều thứ Mười chín.

## Hình ảnh

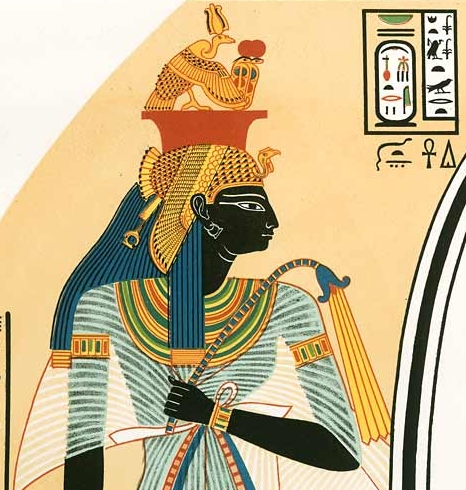
Ahmose-Nefertari. Ahmose-Nefertari là con của Seqenenre Tao II, thuộc Vương triều thứ 17. Anh của cô là Ahmose, đã trục xuất người Hyksos ra khỏi lãnh thổ của Ai Cập, và bà ấy đã trở thành một nữ hoàng của Tân Vương quốc. Bà đã được phong là một vị thần sau khi qua đời
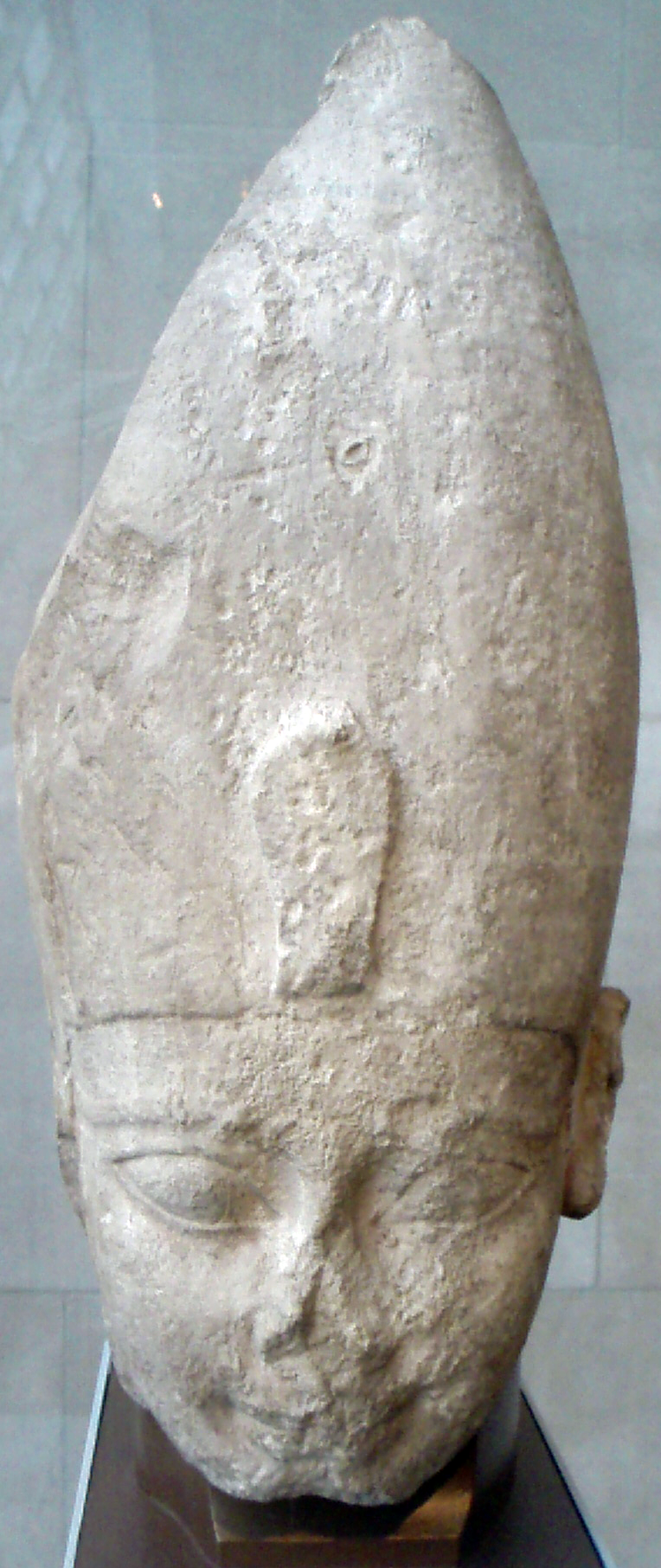
Ahmose I. Ông được cho là người sáng lập ra Vương triều thứ 18 và ông là anh trai của Kamose, vị pharaon cuối cùng của Vương triều thứ 17. Trong suốt triều đại của ông, ông đã trục xuất người Hyksos từ Hạ Ai Cập và đưa đến khu vực đồng bằng sông Nile dưới sự kiểm soát của ông. Ông cũng đã thống nhất về chính trị của Ai Cập một lần nữa.
Amenhotep I đã lấy được ngai vàng sau khi hai anh em trai của ông chết. Ông là con trai của Ahmose và Ahmose-Nefertari. Ông đã thành công bởi Thutmosis I đã kết hôn với con gái của ông, Ahmose.
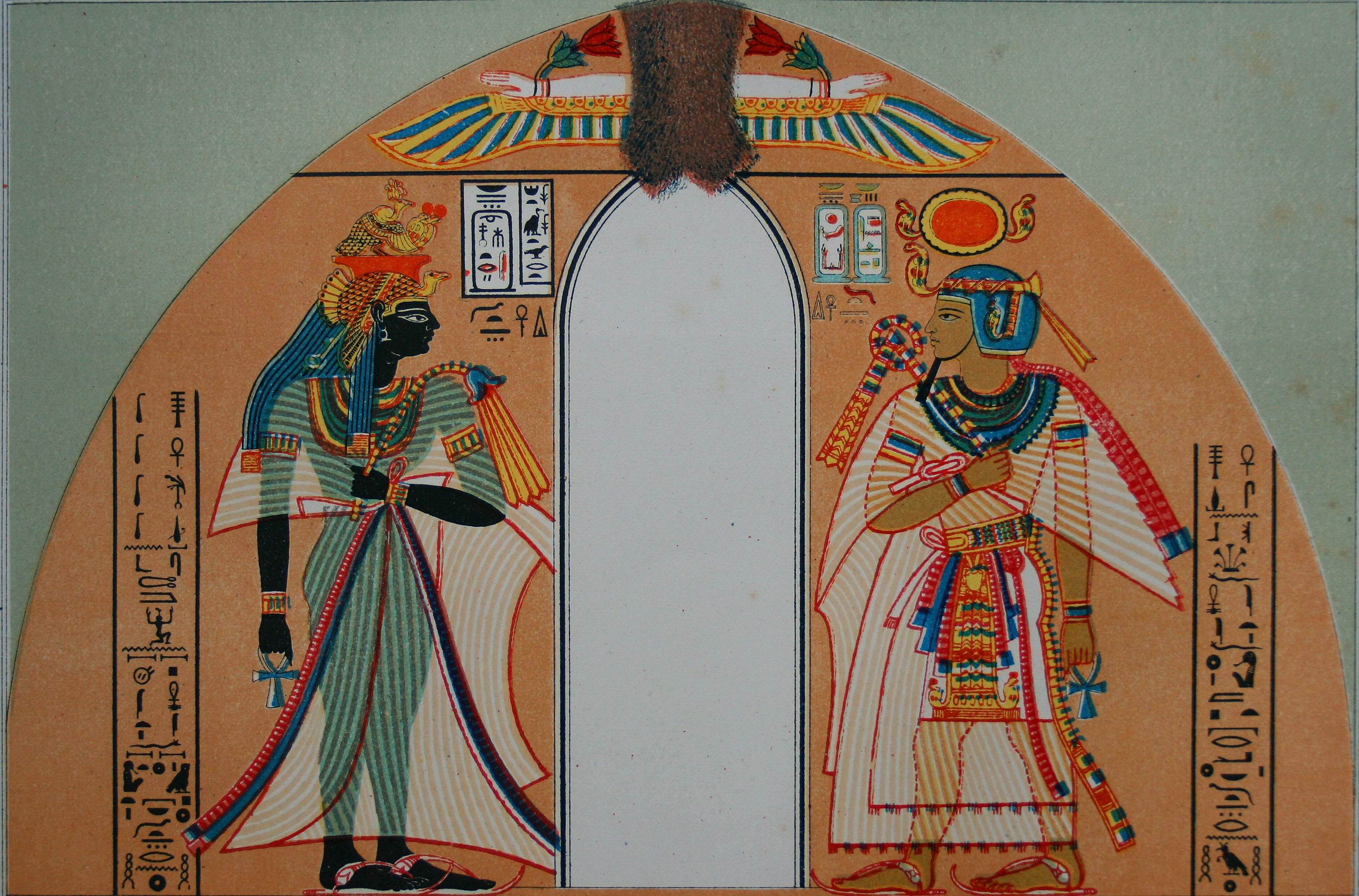
Amenhotep I với mẹ của mình, Ahmose-Nefertari. Cả gia đình hoàng gia được ghi chép với việc mở một ngôi làng của người thợ tại Deir el-Medina. Dier el-Medina đặt các nghệ nhân và công nhân xây dựng các ngôi mộ của các pharaon ở Thung lũng các vị Vua, từ Vương triều thứ 18 đến Vương triều thứ 21. Amenhotep I và mẹ của mình đã được phong là những vị thần và là các vị thần chính của ngôi làng.
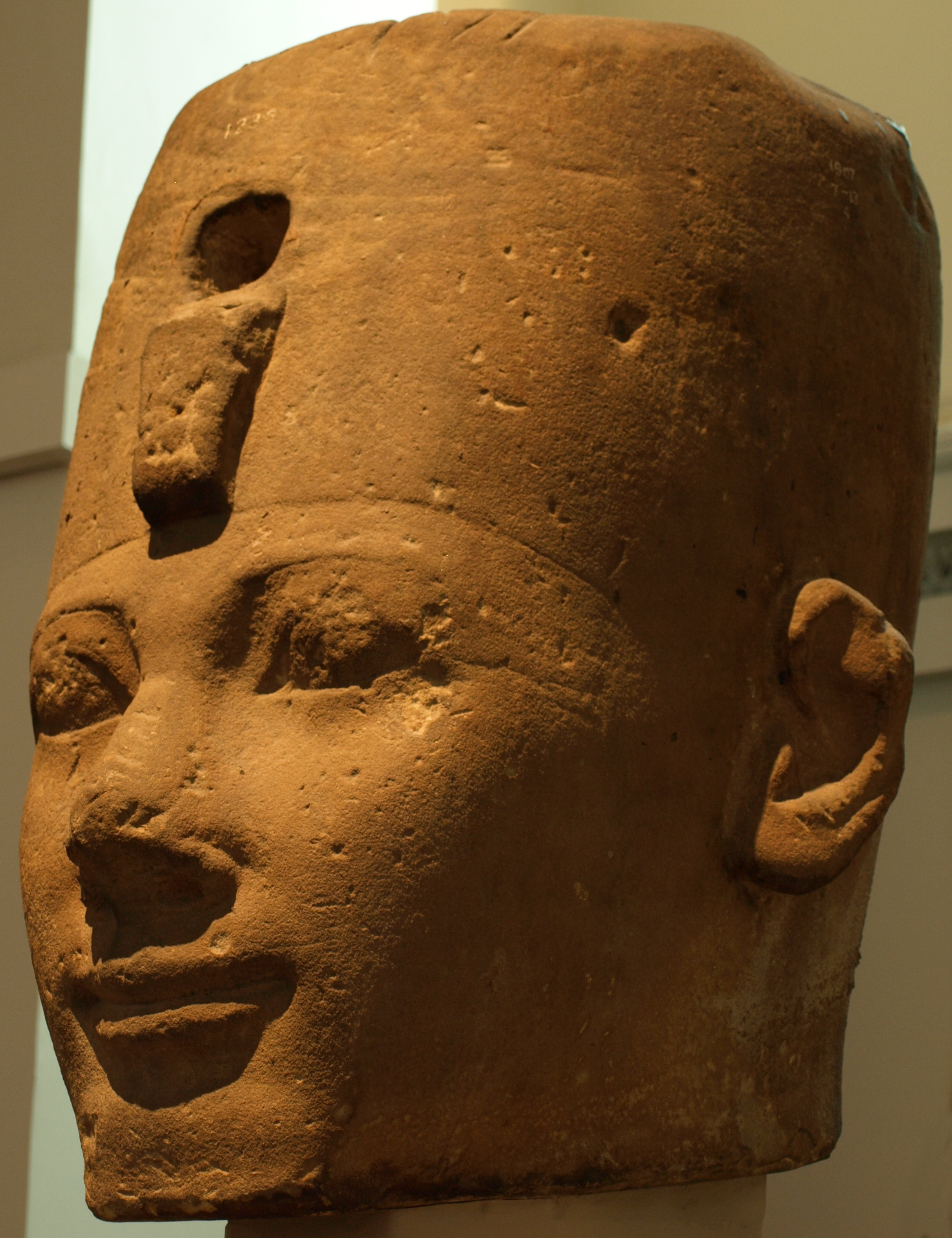
Thutmosis I là một người làm việc trong quân đội, ông lên nắm quyền bằng cách kết hôn với em gái của Amenhotep I. Trong vương triều của ông, ông đã mở rộng biên giới của Ai Cập đến Nubia và Levant. Ông được ghi nhận với việc bắt đầu xây dựng các dự án mà những gì bây giờ là Ngôi đền Karnak.
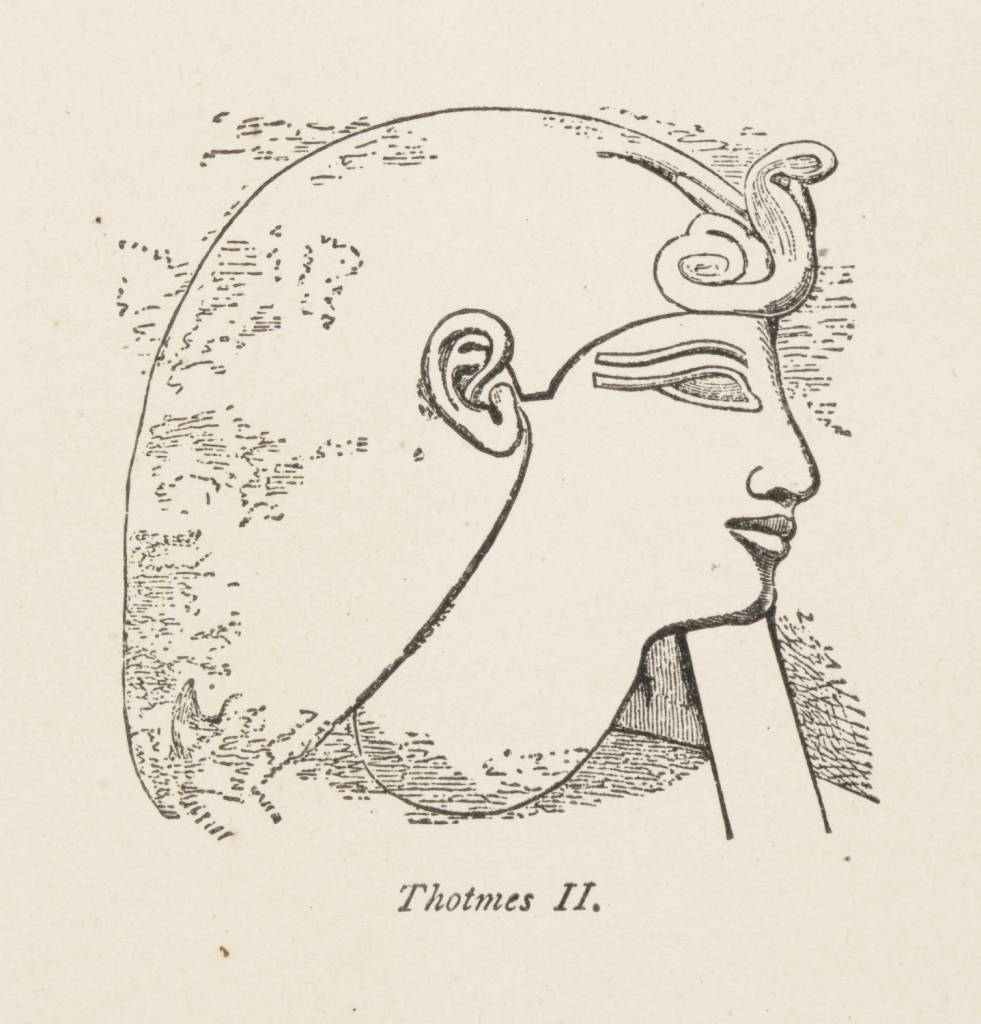
Một bản phác thảo từ một đền thờ của Thutmosis II. Ông được coi là một người cai trị yếu đuối, ông đã kết hôn với em gái của mình là Hatshepsut. Ông đã đặt tên cho Thutmosis III, con trai ông làm người kế nhiệm để ngăn chặn việc Hatshepsut đoạt lấy ngai vàng. Họ đã có một người con gái là Neferure.
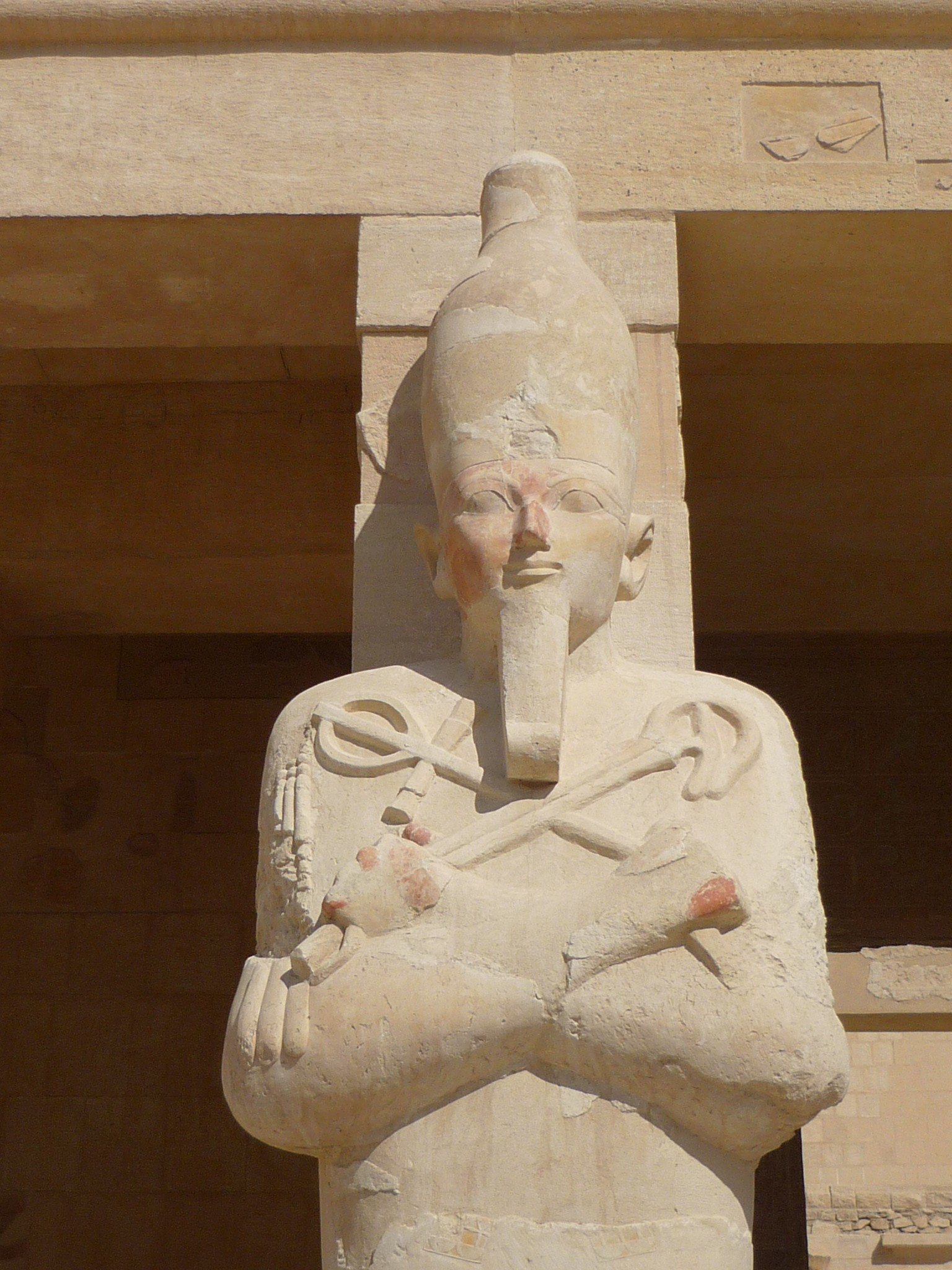
Hatshepsut là con gái của Thutmose II, bà cai trị vương quốc cùng chồng của mình là Thutmosis III. Bà đã lên ngôi sớm và tuyên bố mình là nữ pharaon đầu tiên mặc dù có thể đã từng có những người cai trị là nữ khác trước thời của bà. Bà là người nữ duy nhất sử dụng các biểu tượng có hình râu.
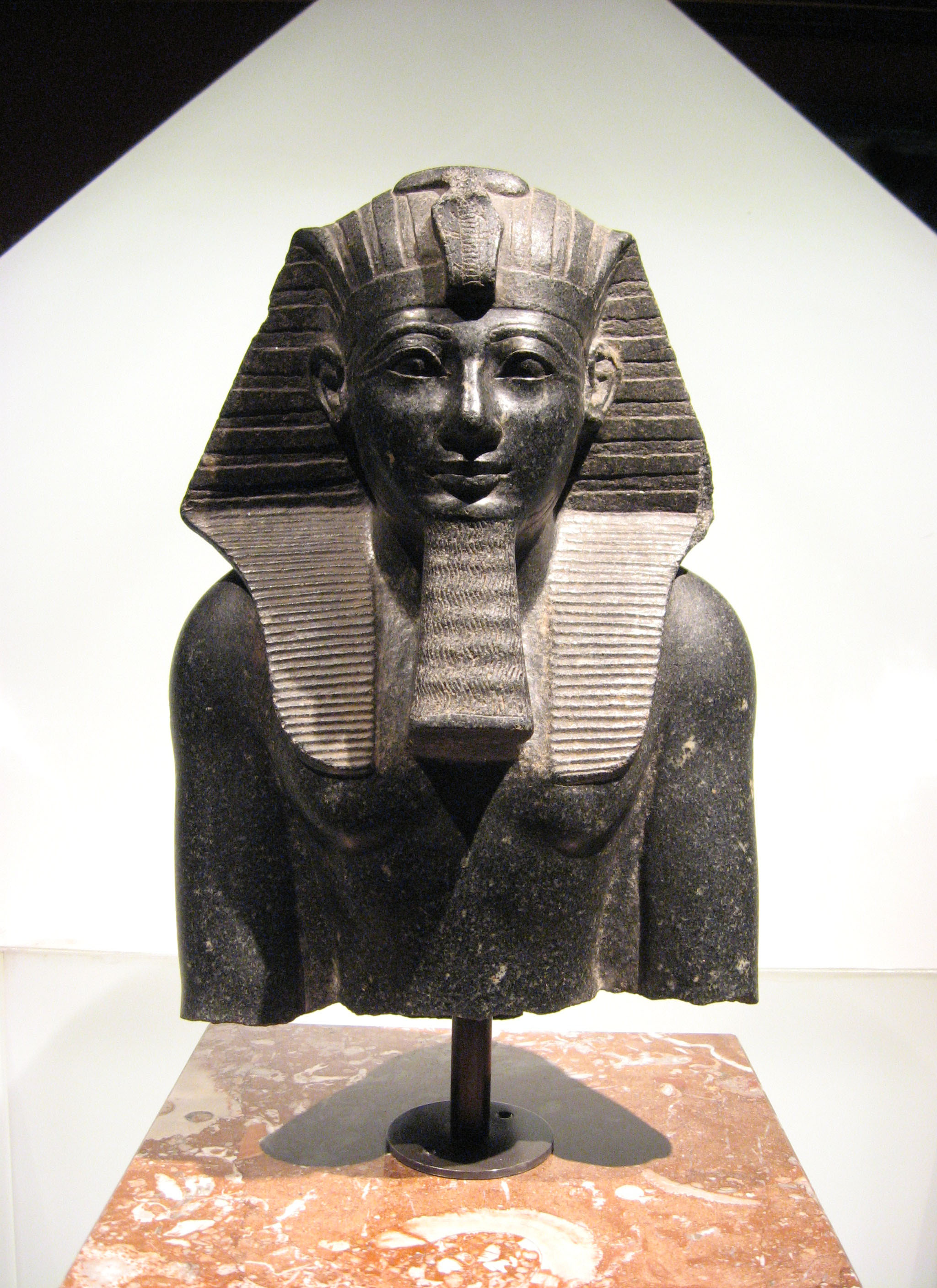
Thutmosis III, một người từng làm trong quân đội và là một thành viên của gia đình hoàng gia Thutmosid thường được gọi là "Napoleon của Ai Cập". Cuộc chinh phục Levant của ông đã mang lại một diện tích lãnh thổ rộng lớn và tầm ảnh hưởng của Ai Cập đến mức độ cao nhất từ trước đến giờ.
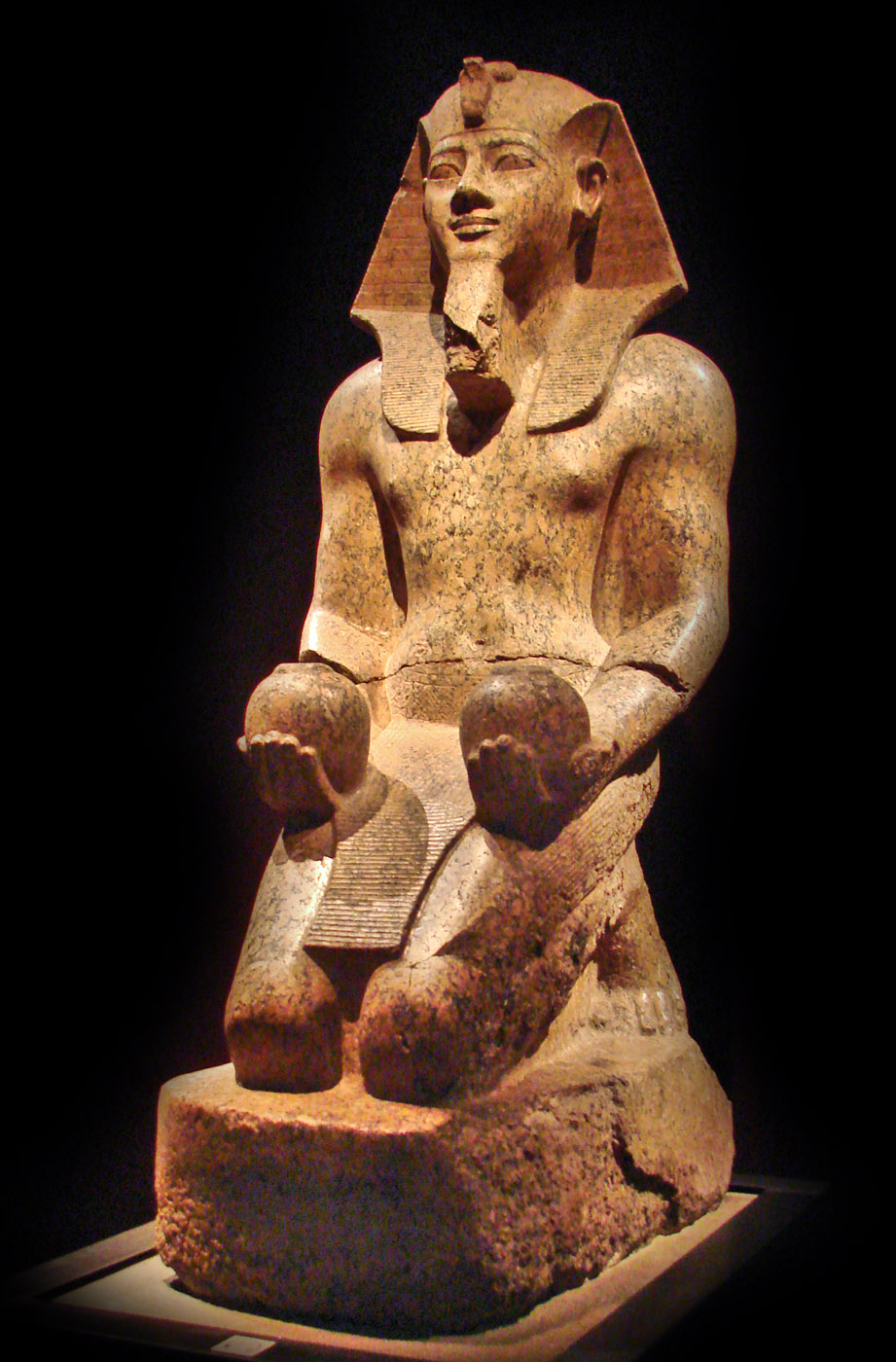
Amenhotep II.
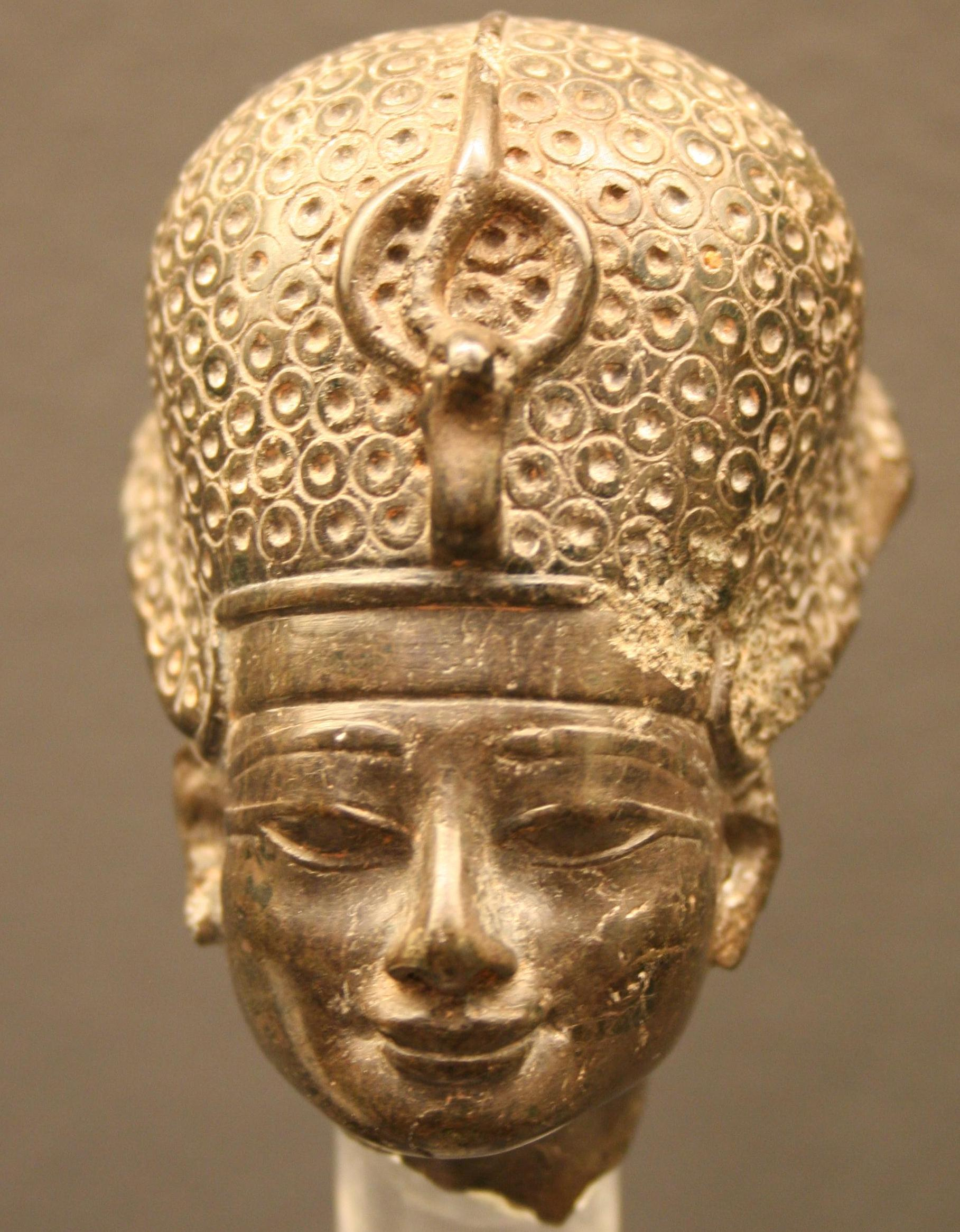
Thutmose IV.
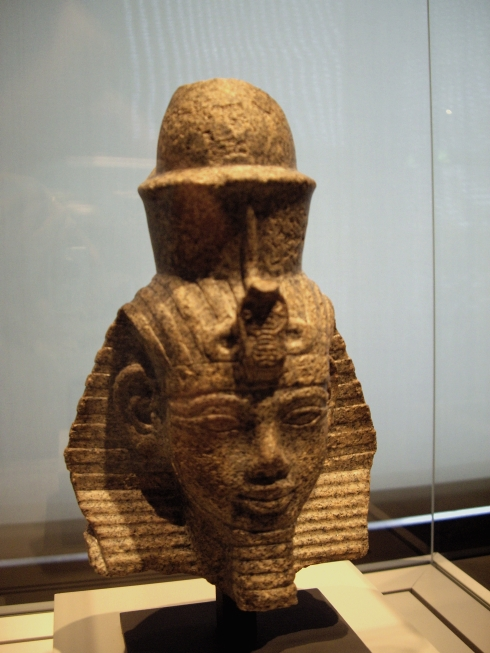
Amenhotep III.
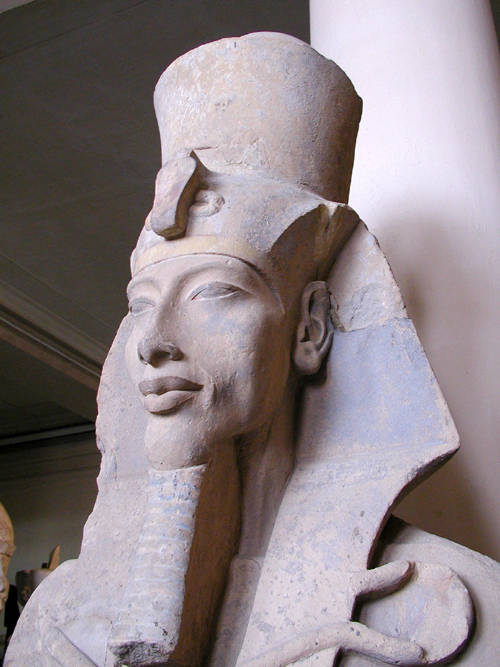
Akhenaten, lúc sinh tên là Amenhotep IV, người đã bắt đầu một cuộc cách mạng tôn giáo, trong đó ông tuyên bố Aten là một vị thần tối cao và quay lưng lại với những truyền thống cũ. Ông đã tự đổi tên của mình thành Akhetaten.
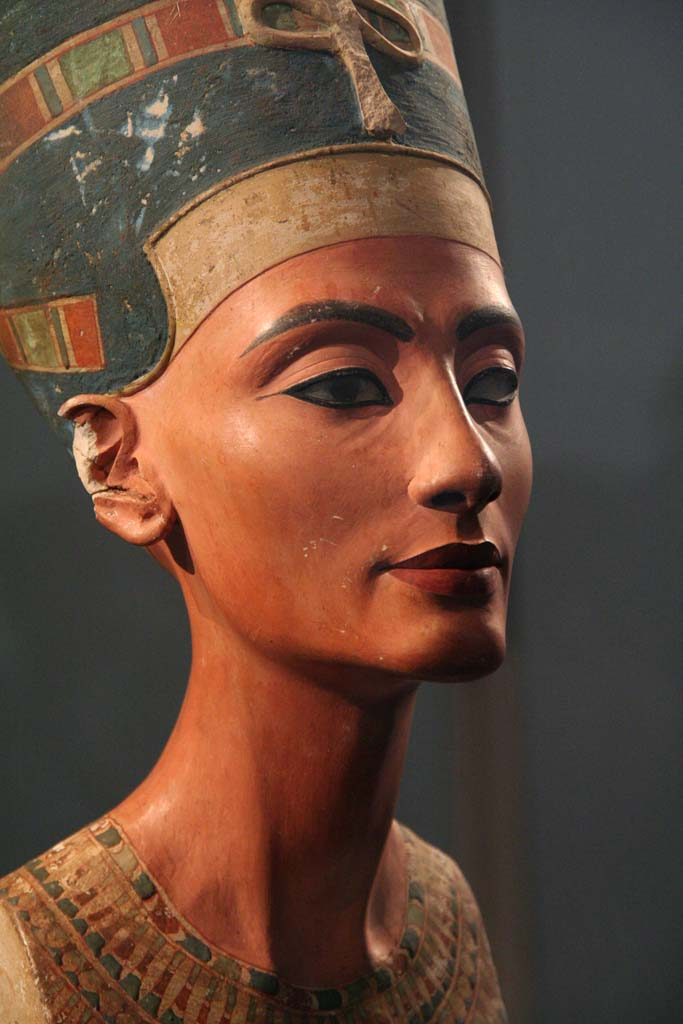
Nữ hoàng Nefertiti là con gái của Ay, kết hôn với Akhenaten. Công việc của bà trong cuộc sống hàng ngày là tại các tòa án được mở rộng sớm từ Đại Hoàng hậu. Bà ấy cũng có thể đã cai trị Ai Cập với quyền riêng của mình như là một pharaon, Neferneferuaten.
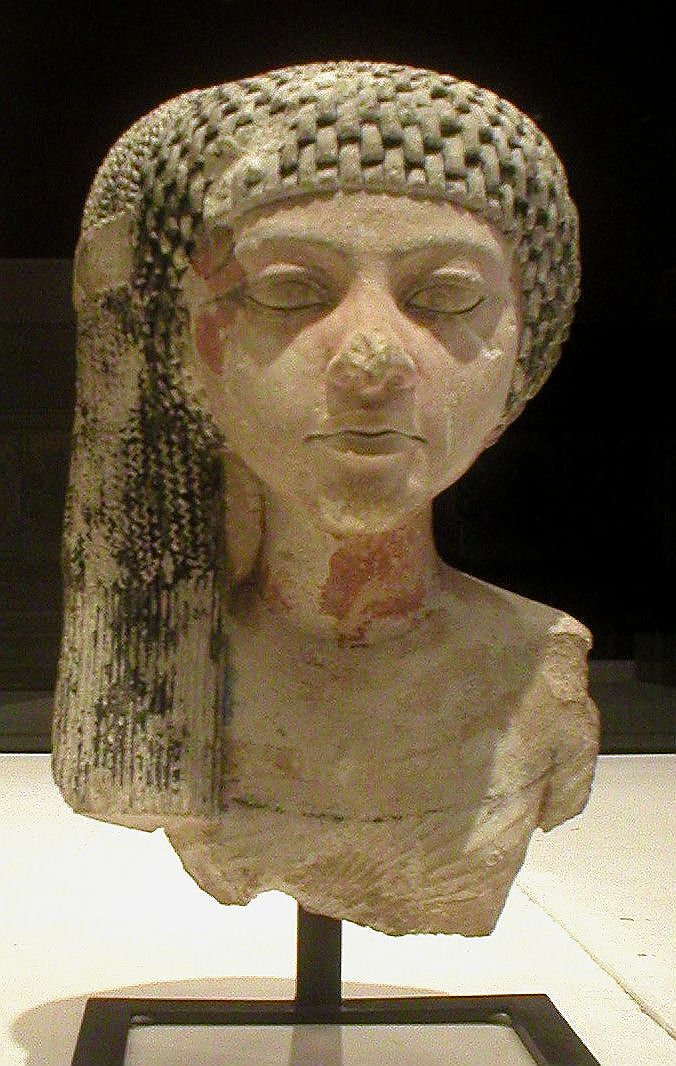
Nữ hoàng Meritaten, là con gái lớn nhất của Akhenaten và Nefertiti. Bà là vợ của Smenkhkare. Bà cũng có thể đã cai trị Ai Cập với quyền riêng của mình như là một pharaon và là một trong những ứng cử viên có thể trở thành pharaon, Neferneferuaten.
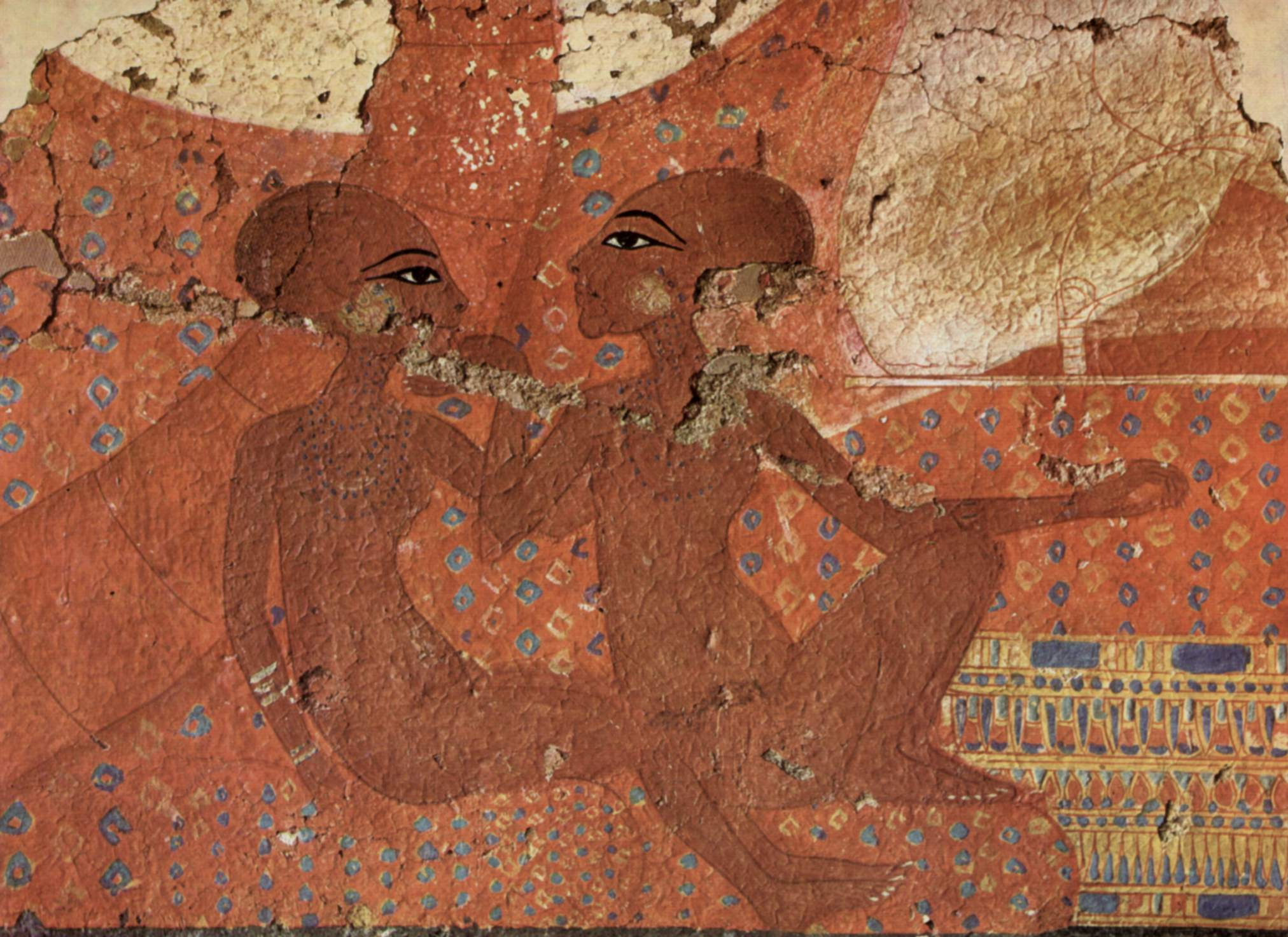
Neferneferure và Neferneferuaten Tasherit. Trên đây là 2 trẻ em, họ là hai trong số sáu người con gái của Akhenaten và Nefertiti. Có thể Neferneferuaten Tasherit là một trong những người có thể đã cùng người cha cai trị vương quốc như là một vị pharaon nữ.
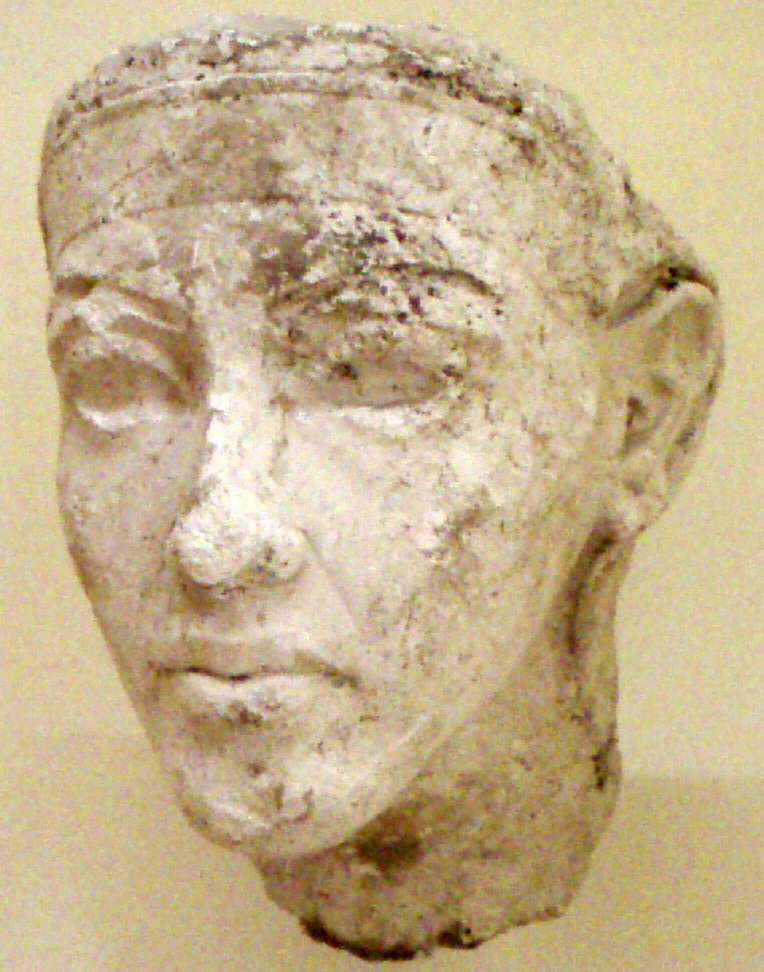
Smenkhkare, là người đã cùng Akhenaten trị vì đất nước sau khi ông chết. Người ta tin rằng Smenkhkare là một người nam thay thế trị vì cho Nefertiti, và nó đã được chấp nhận vì Smenkhkare là một nam giới. Ông lấy vợ là Meritaten, con gái con gái của nữ hoàng Nefertiti.
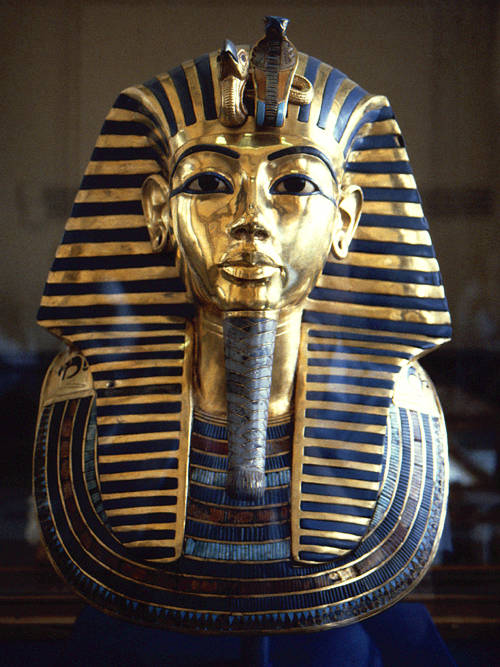
Tutankhamun, trước đây còn được gọi với tên là Tutankhaten, là con trai của Akhenaten. Là một vị pharaon, ông đã sử dụng các chính sách mới để khôi phụclại Vương quốc Ai Cập cổ đại, giúp quay lại tôn giáo cũ và di chuyển thủ đô.
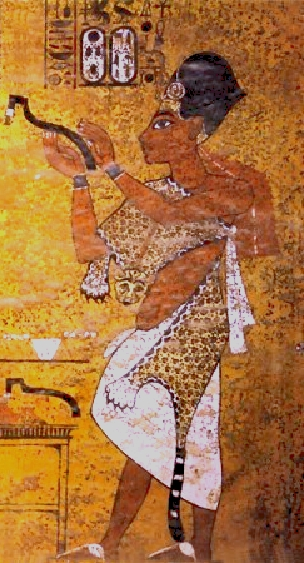
Ay phục vụ như là một tể tướng của Akhenaten và Tutankhamun. Ông là cha của Nefertiti. Sau cái chết của Tutankhamun, Ay tự tuyên bố lên ngôi bằng cách chôn cất Tutankhamun và kết hôn với cháu gái của ông là Ankhesenamun.
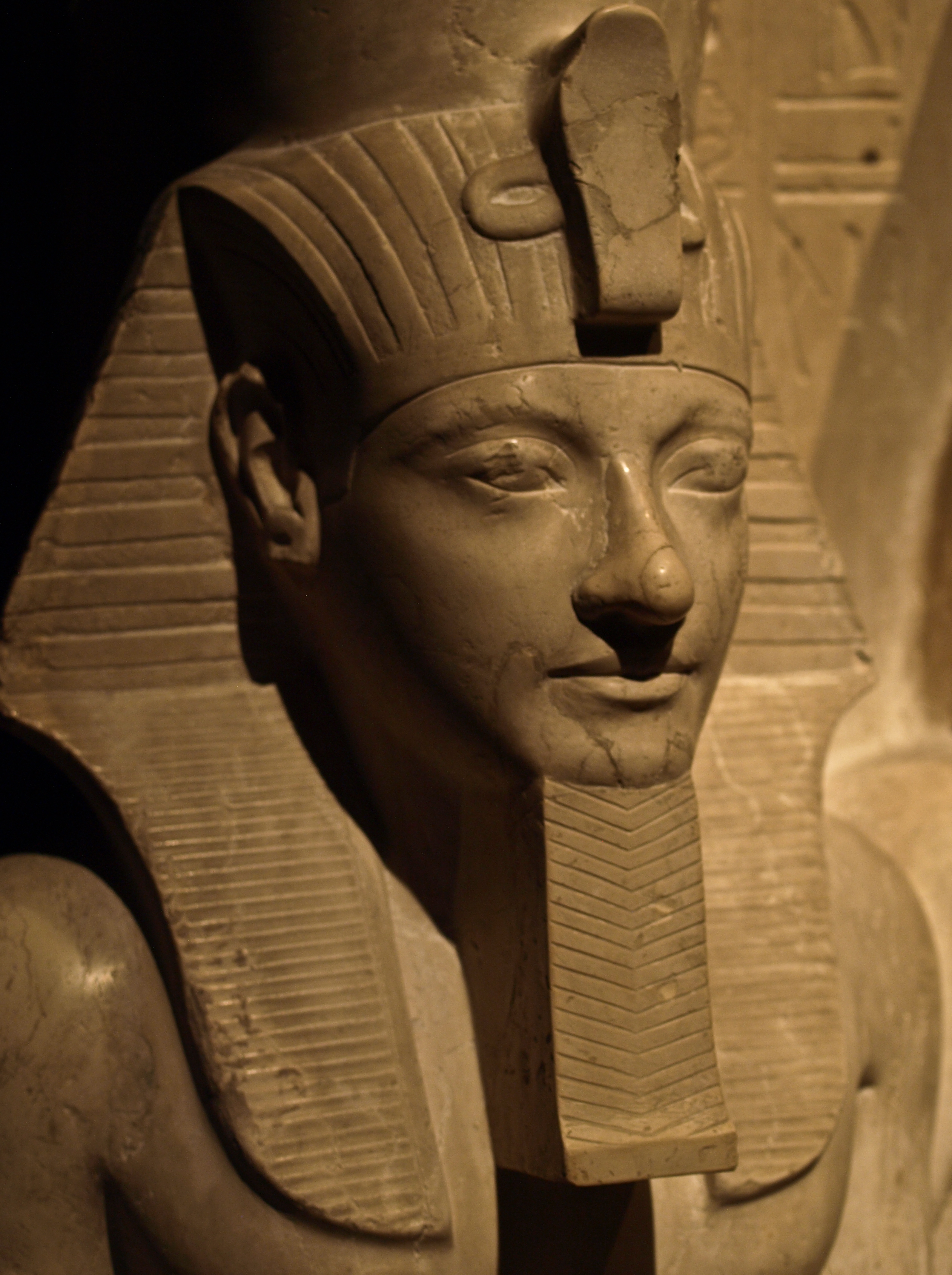
Sau cái chết của Ay, Horemheb lên làm vua giả. Như một người bình thường, ông đã phục vụ như là một tể tướng lớn của Tutankhamun và Ay. Horemheb xúi giục một chính sách có tên là damnatio memoriae để chống lại tất cả mọi người có liên quan với thời kỳ Amarna. Ông đã kết hôn với em gái của Nefertiti, Mutnodjmet, người đã chết trong khi sinh con. Khi không có người thừa kế ngai vàng, ông đã bổ nhiệm tể tướng của mình, Paramessu làm người kế nhiệm ông.
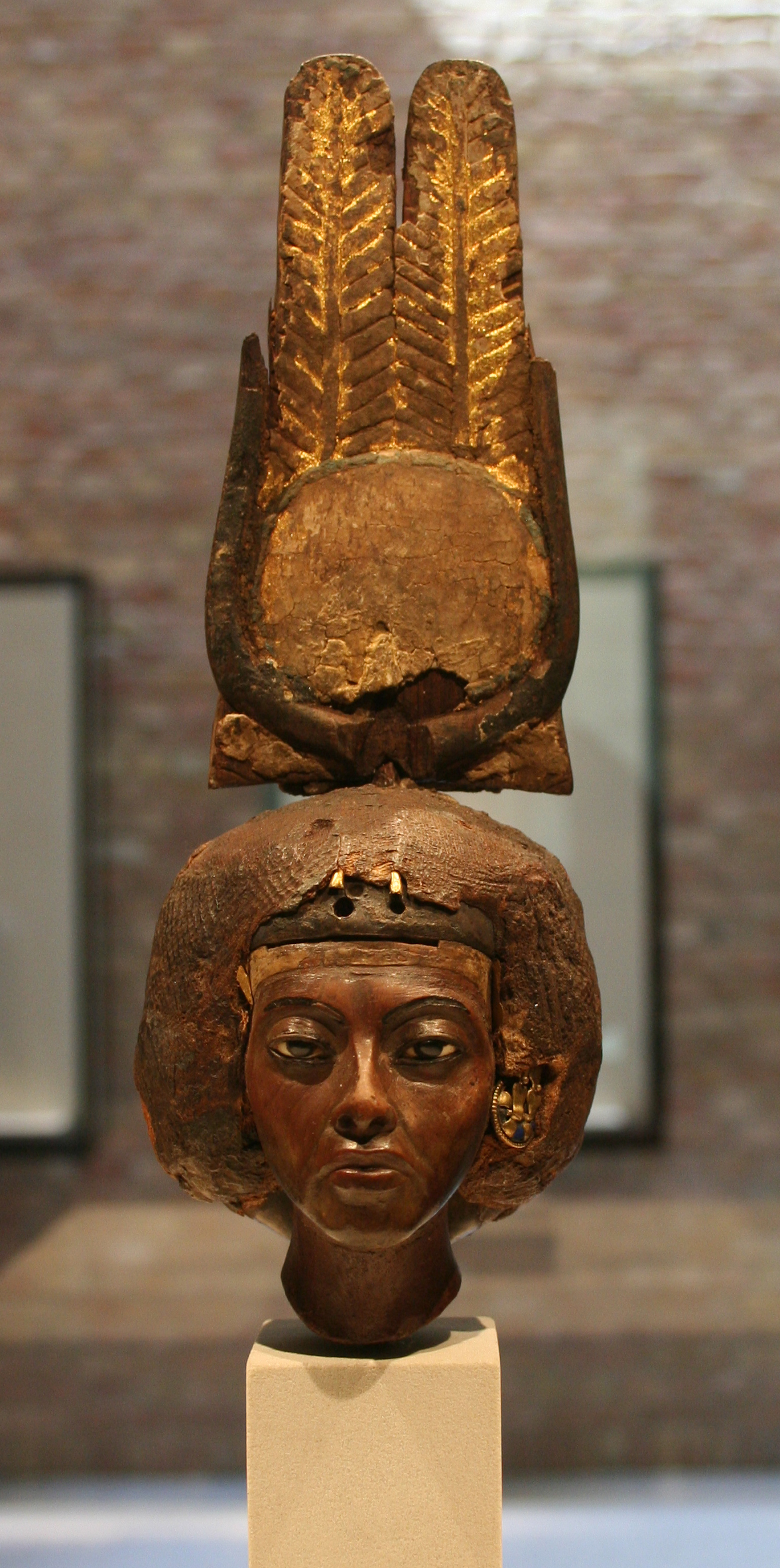
Tiye là con gái Yuya. Bà kết hôn với Amenhotep III, và trở thành người vợ chính của ông. Chính phủ của bà đã giúp sức tăng sức mạnh, quyền lực trong việc cai trị của mình và bà đã nhanh chóng thực hiện các vấn đề về công việc trong nước và ngoài nước cho chồng Amenhotep III và sau đó con trai bà, Akhenaten. Bà cũng là bà nội của Tutankhamun.